# أوغستين دي بوليو
أوغستين دي بوليو (بالفرنسية: Augustin de Beaulieu) هو مستكشف فرنسي، ولد في 1589 في روان في فرنسا، وتوفي في 1637 في تولون في فرنسا بسبب إنفلونزا.